# Grubišno Polje
Grubišno Polje – miasto w środkowej Chorwacji, w żupanii bielowarsko-bilogorskiej, siedziba miasta Grubišno Polje. W 2011 roku liczyło 6478 mieszkańców, a gęstość zaludnienia wyniosła 24 os./km².

## Demografia
W 2001 roku miasto liczyło 7523 mieszkańców, grupy etniczne obejmują:
- 4692 (62,37%) Chorwatów
- 1356 (18,02%) Czechów
- 872 (11,56%) Serbów
- 228 (3,03%) Węgrów

## Zabytki
- Pomnik zmarłych podczas wojny o niepodległość Chorwacji[3].

## Wioski
Obszar administracyjny miasta obejmuje 24 wsie:
| - Dapčevački Brđani, 50 mieszkańców - Dijakovac, ludność 32 - Donja Rašenica, ludność 164 - Gornja Rašenica, ludność 89 - Grbavac, ludność 211 - Grubišno Polje, populacja 2917 - Iwanowo Selo, ludność 264 - Lončarica, ludność 79 - Mala Barna, 30 mieszkańców - Mala Dapčevica, populacja 3 - Mala Jasenovača, 5 mieszkańców - Mala Peratovica, 65 mieszkańców | - Mali Zdenci, 436 mieszkańców - Munije, ludność 35 - Orlovac Zdenački, 285 mieszkańców - Poljani, ludność 261 - Rastovac, 40 mieszkańców - Treglava, ludność 103 - Turčević Polje, ludność 44 - Velika Barna, liczba mieszkańców 335 - Velika Dapčevica, 32 mieszkańców - Velika Jasenovača, ludność 58 - Velika Peratovica, ludność 26 - Veliki Zdenci, ludność 914 |